# Macua
I macua, scritto anche makua o makhuwa, sono il gruppo etnico più numeroso del Mozambico, dove rappresentano circa il 26% della popolazione. Risiedono nel nord del paese, specialmente nella regione di Nampula nonché in quelle di Niassa, Cabo Delgado e Zambezia, ma anche nella Tanzania meridionale, nella regione di Mtwara. La lingua macua appartiene al gruppo bantu, ed è divisa in diversi dialetti solo parzialmente intelligibili.
Apparteneva al popolo macua Yasuke, probabilmente il primo nero a giungere in Giappone ed il primo straniero a divenire samurai.

## Storia

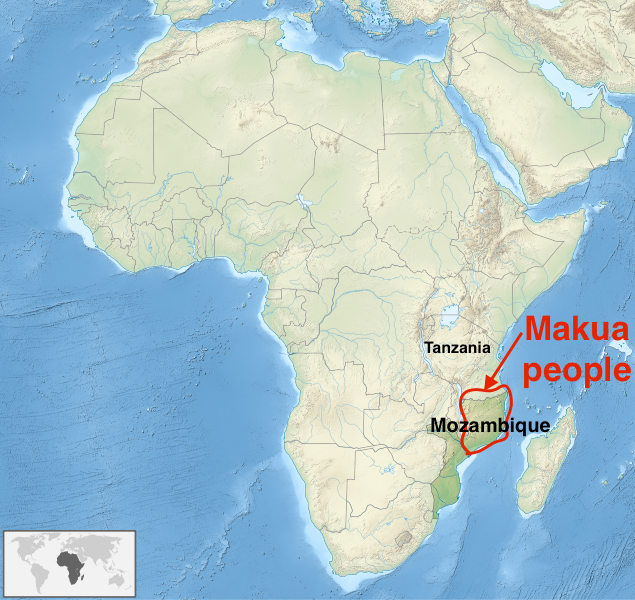
Distribuzione approssimativa dei macua nell'Africa meridionale.

Nella tradizione orale dei macua, il primo uomo e la prima donna nacquero sul monte Namuli, mentre le altre creature viventi provenivano dalle montagne vicine. Gli studiosi non sono sicuri di questa provenienza originaria dei macua, tuttavia concordano sul fatto che siano stabiliti nella regione settentrionale del Mozambico dal I millennio d.C.
I macua hanno una storia documentata nella lavorazione dei metalli e nella produzione di utensili. Il naturalista portoghese dell'epoca coloniale, Manuel Galvao da Silva, ad esempio, descrisse le loro miniere di ferro. Allo stesso modo, l'esploratore francese Eugene de Froberville ha descritto i loro metodi di produzione del ferro, che estraevano lavorando il minerale in un focolare a legna. Il metallo estratto veniva poi trasformato in asce, coltelli, lance, anelli e altri oggetti. Documenti di epoca medievale suggeriscono anche che il popolo macua si dedicasse al commercio, facendo affari con i mercanti swahili e gujarati prima dell'inizio dell'era coloniale, scambiando derrate alimentari, zanne d'avorio e manufatti in metallo con tessuti, sale e altri prodotti.

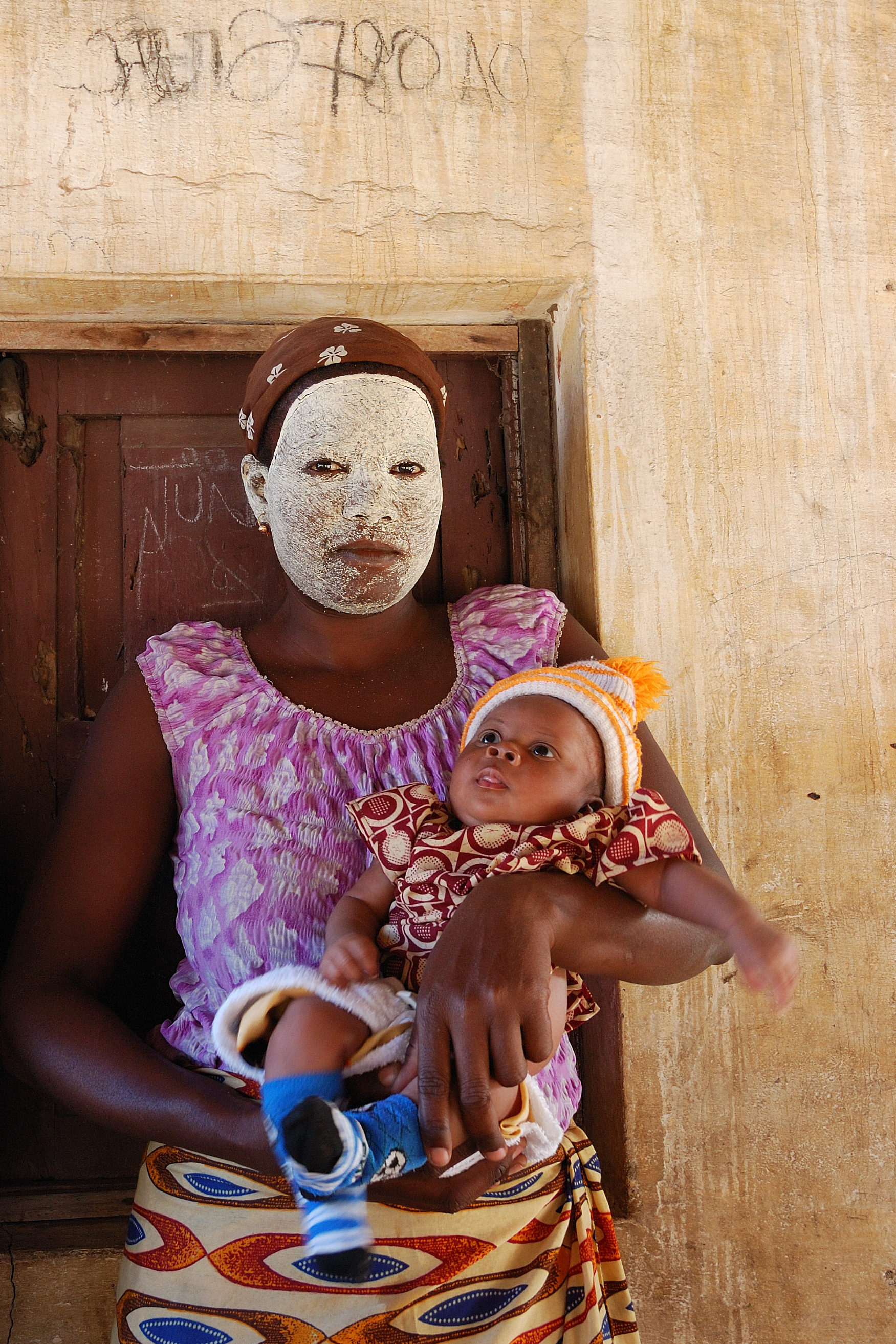
Donna macua con la tradizionale maschera di pasta bianca musiro o n'siro

I macua furono pesantemente coinvolti dalla tratta degli schiavi che ebbe luogo nell'Oceano indiano tra il XVI e il XIX secolo. Inizialmente subirono le catture soprattutto da parte del vicino popolo degli yao, che compiva incursioni tra i macua per soddisfare la richiesta di schiavi degli arabi swahili concentrati intorno a Zanzibar, ma dal XIX secolo, con la richiesta notevolmente aumentata soprattutto da parte degli europei, gli stessi capi macua si unirono al lucroso commercio diventando fornitori di schiavi e razziando i gruppi etnici vicini. Le esportazioni di schiavi macua hanno portato alla presenza dei loro discendenti in molte aree del mondo, tra cui le isole dell'Oceano Indiano come Mayotte, Comore, Seychelles, La Riunione e Mauritius, ma anche in luoghi più remoti come i Caraibi e il Nordamerica.